# 밤 (시간)

밤 늦게 비친 보름달

밤은 하루중 해가 지평면 아래에 있을 때이다. 해가 져서 어두워진 때부터 다음 날 해가 떠서 밝아지기 전까지의 시간을 가리킨다. 반대말은 낮이라고 한다. 위도, 고도 등에 따라 하루 중의 밤시간이 바뀌기도 한다.

## 영향
지구 위에서 햇빛, 삶을 위한 원초적인 에너지가 사라짐에 따라 거의 모든 생물의 행동, 생리, 형태에 극적인 영향을 미친다. 일부 동물은 밤에 잠을 자는 반면, 귀뚜라미, 모기, 박쥐와 같은 다른 야행성 짐승들은 이 시간에 활동을 한다. 낮과 밤의 결과는 동물에게서만 보이는 것이 아니며, 식물 또한 이 시간 동안 햇빛 부족으로 영향을 받는다.

## 같이 보기
- 새벽
- 아침
- 낮
- 저녁
- 야간통행금지
- 밤하늘
- 녹턴
- 올베르스의 역설